# Mauriz Schuster

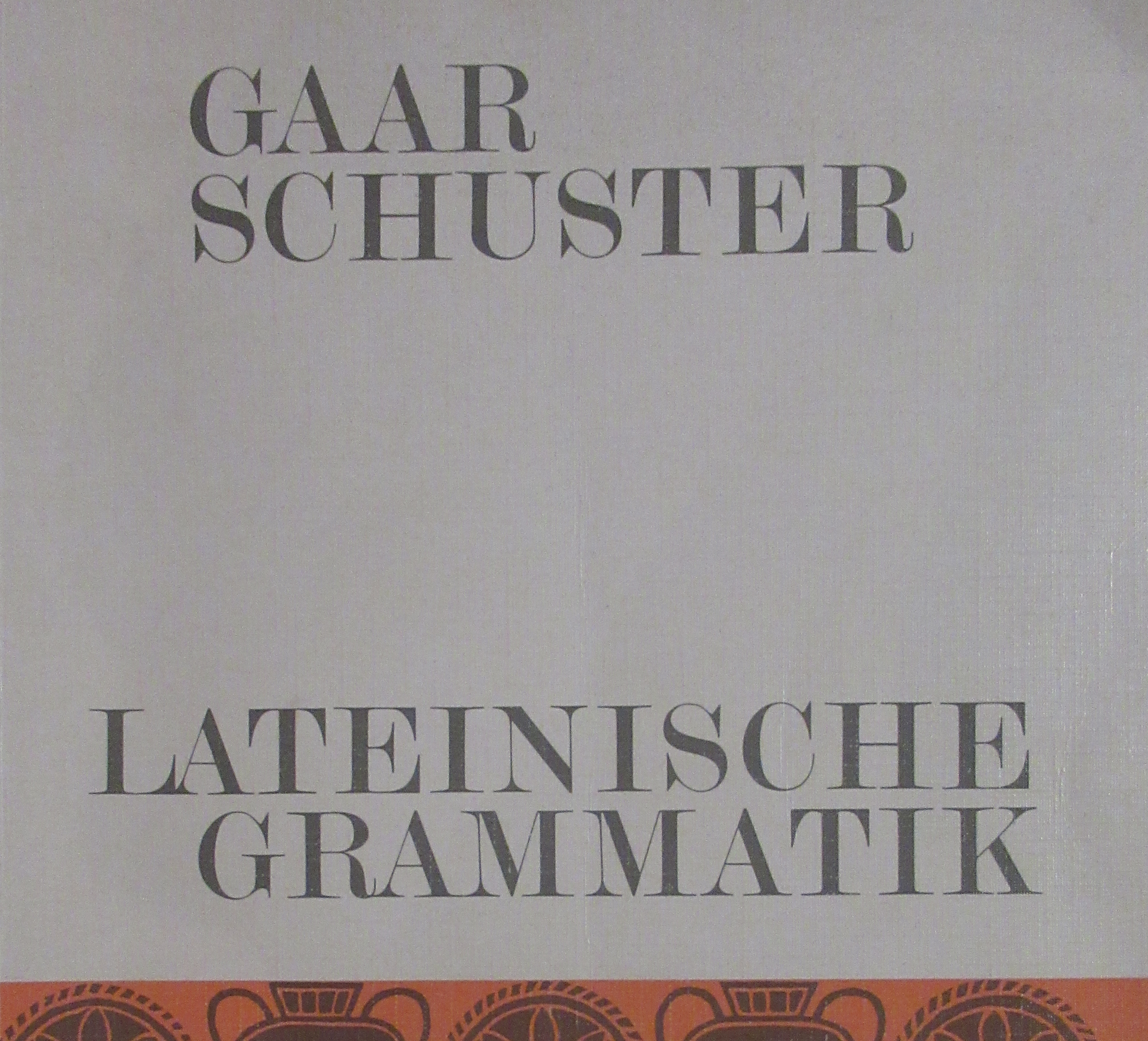
Lateingrammatik von Emil Gaar und Mauriz Schuster, 13. Auflage in einem Nachdruck von 1994

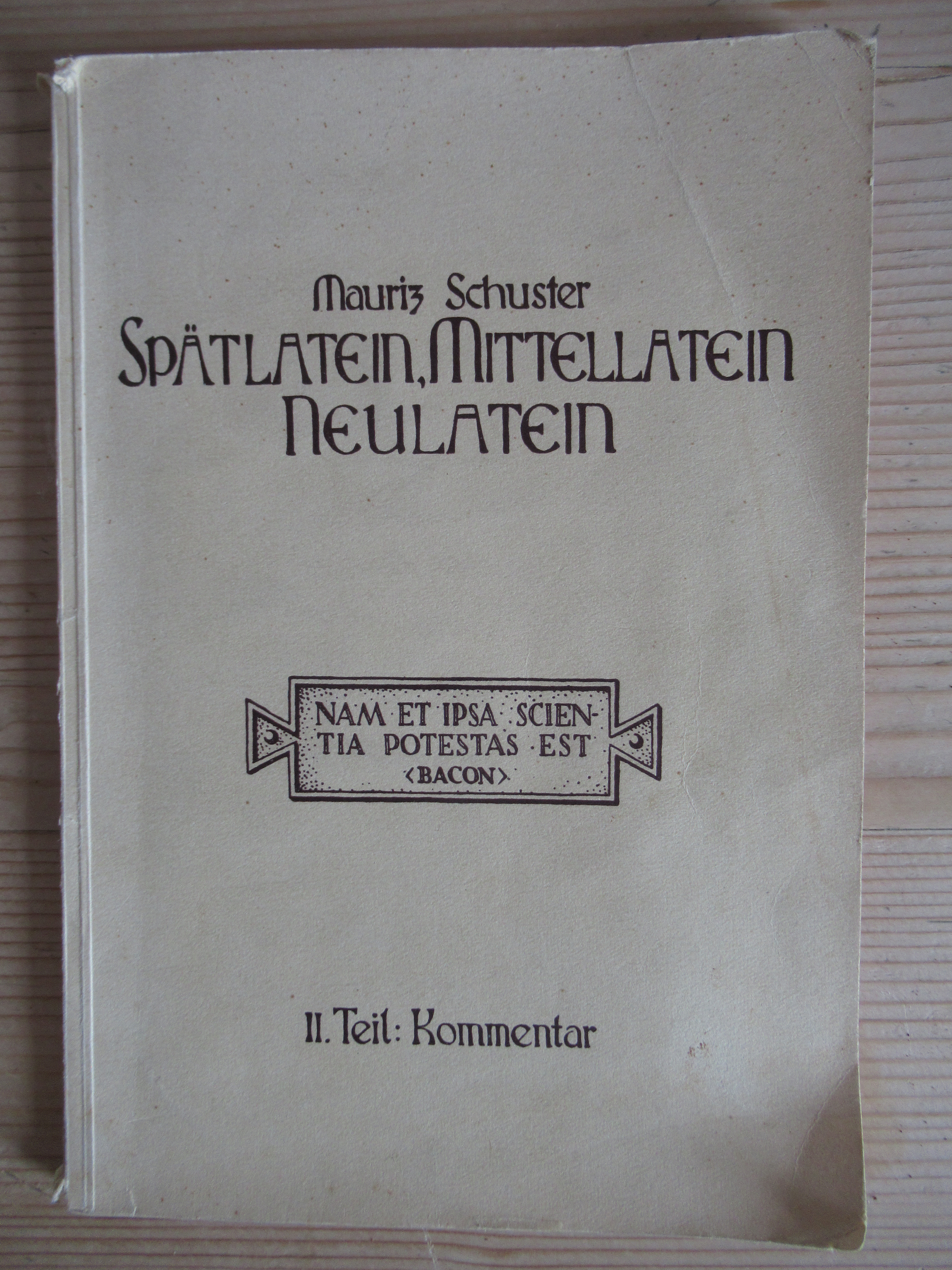
Anthologie Spätlatein, Mittellatein, Neulatein, 1929 (Kommentar)

Mauriz Schuster, auch Mauritius Schuster (* 11. Jänner 1879 in Lundenburg, Mähren; † 13. Juli 1952 in Neulengbach), war ein österreichischer Klassischer Philologe und Gymnasiallehrer.

## Leben
Mauriz Schuster, der Sohn eines Eisenbahningenieurs, wuchs in Lundenburg und später in Wien auf, besuchte dort die Volksschule und das Gymnasium und studierte anschließend an der Universität Wien zunächst Rechtswissenschaften. 1897 wechselte er durch den Einfluss von Karl Schenkl zur Klassischen Philologie; neben dessen Vorlesungen hörte er auch die der Philologen Hans von Arnim, Theodor Gomperz, Edmund Hauler und Friedrich Marx sowie der Archäologen Otto Benndorf, Eugen Bormann und Emil Reisch. Schuster gehörte vier Semester lang dem philologischen Seminar an und absolvierte 1902 die Lehramtsprüfung in den Fächern Latein, Griechisch (beide im Hauptfach) und Deutsch (im Nebenfach). Am 22. Mai 1903 wurde er mit einer (ungedruckten) Dissertation über die Horaz-Imitation bei Sidonius Apollinaris zum Dr. phil. promoviert.
Nach dem Studium unterrichtete Schuster als Gymnasialprofessor in Wels, Mährisch Ostrau und Wien (Wiener Neustadt, später Wien V) und setzte daneben seine wissenschaftliche Arbeit fort. Vom 1. September 1924 bis zum 31. August 1926 wurde er vom österreichischen Bundesministerium für Unterricht beurlaubt, um am Thesaurus Linguae Latinae zu arbeiten. Er verfasste dort Artikel für den Band VI 2). 1930 habilitierte er sich an der Universität Wien für Klassische Philologie und hielt dort als Privatdozent, ab 1935 als außerordentlicher Professor Vorlesungen und Übungen ab. 1937 trat er als Gymnasiallehrer in den Ruhestand. Er lehrte jedoch weiterhin an der Universität Wien, bis er nach Ablauf des Sommersemesters 1945 aus gesundheitlichen Gründen davon zurücktrat. Seinen Lebensabend verbrachte er zurückgezogen in Neulengbach.
Schuster beschäftigte sich in seiner Forschungsarbeit mit der römischen Dichtung der klassischen und nachklassischen Zeit, insbesondere mit Catull, Properz, Tibull und den Plinius-Briefen. Er legte zu diesen Dichtern Textausgaben, Übersetzungen (besonders erfolgreich war seine Auswahl von Plinius-Briefen beim Reclam-Verlag) und Spezialstudien vor und verfasste auch einschlägige Artikel für Paulys Realenzyklopädie der klassischen Altertumswissenschaft (RE). Über diese Forschungsschwerpunkte hinaus war Schuster jedoch mit der gesamten lateinischen Literatur vom Altlatein bis zum Neulatein vertraut, was sich vor allem in seiner Bearbeitung von Alfred Kappelmachers Literaturgeschichte (1934) und den zahlreichen Schulausgaben lateinischer Schriftsteller niederschlägt. Schuster propagierte auch spät-, mittel- und neulateinische Texte als Übergangslektüre am Gymnasium und Realgymnasium. Er verfasste auch zusammen mit seinem Kollegen Emil Gaar lateinische Lehrbücher (z. B. den Liber Latinus) und Grammatiken, die bis in die 1970er Jahre in Gebrauch blieben.
Außerhalb von Fachkreisen ist Schuster vor allem durch sein Alterswerk bekannt, ein Lexikon über die Alt-Wienerische Mundart (1951), das als Standardwerk gilt.

## Schriften (Auswahl)
- C. Valerius Catullus’ sämtliche Dichtungen in deutscher Übertragung nebst ausführlichen Erläuterungen. Wien 1906. 2. Auflage 1910. 3. Auflage 1950
- Studien zur Textkritik des jüngeren Plinius. Wien 1919
- Altertum und deutsche Kultur. Wien 1926
- Der Schularzt und die geschlechtliche Belehrung an mittleren und höheren Lehranstalten. Wahrnehmungen und Vorschläge. Wien 1928
- Tibull-Studien. Beiträge zur Erklärung und Kritik Tibulls und des Corpus Tibullianum. Wien 1930 (Habilitationsschrift). Nachdruck Hildesheim 1968
- C. Plinius Caecilius Secundus: Epistularum libri novem. Leipzig 1933. Editio altera aucta et correctior 1952. Editio tertia 1958. Nachdruck 1992 (Bibliotheca Teubneriana)
- Plinio il Giovane: Lettere scelte. Con commento archeologico di K. Lehmann-Hartleben. Florenz 1936
- Eugippius Leben des heiligen Severin. Wien 1946
- Catulli Veronensis liber. Leipzig 1948. Editio altera 1954. Verbesserter Nachdruck 1958 (Bibliotheca Teubneriana)
- Alt-Wienerisch. Ein Wörterbuch veraltender und veralteter Wiener Ausdrücke und Redensarten der letzten 7 Jahrzehnte. Wien 1951
  - Neubearbeitung von Hans Schikola: Sprachlehre der Wiener Mundart (Schuster-Schikola). Wien 1956. Nachdruck Wien 1984
- Plinius: Aus dem alten Rom. Ausgewählte Briefe. Stuttgart 1953. Nachdrucke 1954, 1960, 1966, 1970, 1981, 1983, 1985, 1987, 1990, 1994 (Reclams Universal-Bibliothek 7787)
- Sex. Propertius: Elegiarum libri IV. Leipzig 1954. Editio altera 1956 (Bibliotheca Teubneriana)

Schulausgaben
- Briefe des jüngeren Plinius in Auswahl. Für den Schulgebrauch herausgegeben und erklärt. Leipzig. 2. Auflage 1913. 4. durchgesehene Auflage 1923
- Cicero: Philosophische Schriften. Leipzig 1926
- Phaedri Augusti liberti Fabulae Aesopiae. Leipzig 1926
- Plinius der Jüngere: Briefe. Leipzig 1926
- Horaz: Oden und Epoden. Leipzig 1927
- Phaedrus: Fabeln in Auswahl. Mit Ausblicken auf die übrige antike und moderne Fabelliteratur. Leipzig 1928
- Horaz: Satiren und Episteln. Leipzig 1929
- Spätlatein, Mittellatein, Neulatein. Eine Auswahl aus Schriftstellern des ausgehenden Altertums, aus dem lateinischen Schrifttum des Mittelalters, der Humanistenzeit und aus dem neulateinischen Schrifttum. Wien 1929. 2., im Wesentlichen unveränderte Auflage 1935–1937
- Philosophische Schriftsteller und Briefliteratur der Römer (Cicero, Seneca, Plinius) in Auswahl. Wien 1929–1935. 2., durch einen Anhang erweiterte Auflage 1932
- M. Tullius Cicero: Schriften in Auswahl. Wien 1930
- C. Iulius Caesar: Commentarii de bello Gallico in Auswahl. Wien 1930. Neuausgaben Leipzig 1932, Leipzig/Wien 1933
- Titus Livius: Römische Geschichte in Auswahl. Nebst einem Anhang: Aus dem älteren römischen Schrifttum. Leipzig/Wien 1932. 2., im Wesentlichen unveränderte Auflage, Leipzig 1934
- Thukydides in Auswahl. Nebst einem Anhang: Aus den Rednern und Politikern der demosthenischen Zeit. Wien/Leipzig 1934
- T. Maccius Plautus: Mostellaria. Wien/Leipzig 1934
- Augustus und sein Werk. Das Monumentum Ancyranum nebst einer Auswahl aus Vergil, Horaz und Sueton. Wien/Leipzig 1938
- Das Germanentum bei Cäsar und Tacitus. Auswahl aus Cäsars Gallischem Krieg; Tacitus’ Germania; Auswahl aus Tacitus’ Annalen und Historien. Wien/Leipzig 1939. Neuausgabe Wien 1940. 2. Auflage 1943
- Der Tatenbericht des Kaisers Augustus. Wien 1940
- C. Julius Caesar: Die Germanen. 2. Auflage Leipzig/Wien 1942
- Thukydides in Auswahl. Im Sinne der Lehrpläne des Bundesministeriums für Unterricht und den Richtlinien der Arbeitsgemeinschaft der Altphilologen mit einer Einleitung. Wien 1950. 2., durchgesehene Auflage 1957

Herausgeberschaft
- August Scheindler: Lateinische Grammatik. 13., umgearbeitete Auflage, Wien 1928. 14. durchgesehene Auflage 1932. 15. durchgesehene Auflage 1936
- Alfred Kappelmacher: Die Literatur der Römer bis zur Karolingerzeit. Nach dem Ableben des Verfassers beendet von Mauriz Schuster. Potsdam 1934